# CSG Holding
CSG Holding Company Limited (бывшая China Southern Glass Holding) — китайская стекольная компания, один из крупнейших в мире производителей архитектурного стекла. Основана в 1984 году, штаб-квартира расположена в Шэньчжэне.

## История
Компания China Southern Glass основана в 1984 году в Шэньчжэне, в зоне свободной торговли Шэкоу. В 1992 году акции компании были зарегистрированы на Шэньчжэньской фондовой бирже, в марте 1993 года компания сменила название на CSG Holding.

## Деятельность
CSG Holding производит энергосберегающее стекло для окон, витрин и дверей (в том числе термополированное стекло и листовое стекло), стекло для солнечных панелей, ультратонкое электронное стекло, дисплеи и мониторы, автомобильное стекло, зеркала, стекло с покрытиями и цветными фильтрами, консервационное стекло, кремниевые материалы и фотоэлектрические батареи. Также компания разрабатывает, строит и обслуживает солнечные электростанции.
Промышленные предприятия CSG Holding расположены в городах Шэньчжэнь, Гуанчжоу, Дунгуань, Цинъюань, Чэнду, Ичан, Сяньнин, Сучжоу и Тяньцзинь.
По итогам 2021 года основные продажи пришлись на строительное стекло (80,7 %), электронное стекло и дисплеи (12,6 %) и стекло для солнечных панелей (6,7 %). 90,7 % выручки пришлось на рынок Китая, а 9,3 % — на зарубежные рынки.

## Акционеры
Среди крупнейших акционеров CSG Holding выделяются The Vanguard Group (1,93 %) и Shenzhen International Holdings (1,3 %).